# جون إس.سي. كنولتون
جون إس.سي. كنولتون هو صحفي وناشر وسياسي أمريكي، ولد في 11 ديسمبر 1798 في هوبكينتون في الولايات المتحدة، وتوفي في 10 يونيو 1871 في ورسستر في الولايات المتحدة. نشط حزبياً في الحزب الديمقراطي. وقد انتخب عضو مجلس نواب ماساتشوستس ‏.